# Isthme de Panama
L’isthme de Panama est une étroite bande de terre entre la mer des Caraïbes et l'océan Pacifique, reliant l'Amérique du Sud et l'Amérique du Nord. À son point le plus étroit, l'isthme mesure 50 km de large.
D'après Henry Fairfield Osborn en 1910, sur la base des mammifères fossiles en Amérique centrale, il s'était formé il y a 2,8 millions d'années durant le Pliocène. En 2015, d'autres chercheurs ont contesté cette datation, affirmant qu'il avait en fait été formé bien plus tôt, durant le Miocène moyen il y a 13 à 15 millions d'années.
Il constitue l'essentiel du territoire de la République de Panama, et est coupé en deux par le canal de Panama. Comme beaucoup d'isthmes, c'est un endroit de grande importance stratégique.

## Géologie
Avant que l'isthme eût surgi, une mer couvrait la région du canal de Panama : la mer d'Amérique centrale (en). Elle séparait les continents de l'Amérique du Nord et du Sud, les eaux des océans Pacifique et Atlantique se mêlant librement. Sous la surface, deux plaques de la croûte terrestre entrèrent lentement en collision, ce qui força la plaque Pacifique à plonger sous la plaque des Caraïbes. La pression et la chaleur de cette collision donnèrent lieu à la formation de volcans sous-marins, dont certains formèrent des îles il y a 15 millions d'années. À la même époque, le mouvement des deux plaques poussa le sol marin vers la surface, ce qui aboutit à l'émergence de surfaces sous-marines au-dessus du niveau de la mer.
Au cours du temps, de larges quantités de sédiments (sable, terre et boue) provenant de l'Amérique du Nord et de l'Amérique du Sud comblent les espaces entre les îles nouvellement formées. Au cours des millions d'années, les sédiments ont rempli tous les espaces libres. Il y a entre 3 et 15 millions d'années durant le Pliocène ou le Miocène, un isthme complet s'est formé entre l'Amérique du Sud et l'Amérique du Nord : l'isthme s'est fermé. Cette fermeture a eu pour conséquence un changement dans la circulation des océans conduisant les courants chauds poussés par les alizés à prendre le sens inverse, ce qui conduit à la création du Gulf Stream et un englacement du Groenland par apport d'humidité se déposant sous forme de neige pour former un inlandsis. Pour certains scientifiques, la fermeture définitive de l'isthme de Panama, en modifiant les circulations océaniques, a entraîné un changement climatique responsable des glaciations survenues au cours du Quaternaire. Cependant, cette hypothèse reste encore largement débattue.
Les nombreux changements géologiques qui sont survenus dans la région ont fait de l'isthme de Panama un mélange de géotypes marins, sédimentaires et magmatiques qui a rendu la construction du canal de Panama difficile.
La formation de l'isthme de Panama a joué un rôle majeur en regard de la biodiversité terrestre. Ce pont entre les deux Amériques a facilité la migration de plantes et d'animaux. En paléontologie, on désigne ce changement comme le Grand échange interaméricain. Par exemple, en Amérique du Nord aujourd'hui, l'opossum, le tatou et le porc-épic ont des ancêtres communs qui sont venus d'Amérique du Sud via l'isthme. De même, les ancêtres des ours, chats, chiens, chevaux, lamas et ratons laveurs viennent d'un voyage du nord vers le sud via l'isthme.

## Biosphère
La biosphère panaméenne est parsemée de faune et de flore provenant à la fois d'Amérique du Nord et du Sud. Par exemple, on trouve plus de 500 espèces d'oiseaux sur l'isthme. Le climat tropical encourage aussi la prolifération d'espèces colorées : insectes, serpents, poissons et reptiles. L'isthme est divisé dans sa longueur par une chaîne de montagnes ; au nord de celle-ci, côté Atlantique, le climat est généralement humide tandis qu'au sud, côté Pacifique, il existe une nette division entre saison sèche et saison des pluies.